# Willi Linkens
Willi Linkens (* 4. August 1953 in Setterich) ist ein kommunaler Wahlbeamter (CDU) und ehemaliger hauptamtlicher Bürgermeister der Stadt Baesweiler in der Städteregion Aachen in Nordrhein-Westfalen.

## Leben und Wirken
Linkens besuchte von 1960 bis 1965 die Volksschule in  Baesweiler-Loverich und machte 1973 sein Abitur am Gymnasium in Alsdorf. Danach studierte er Rechtswissenschaft an der Rheinischen Friedrich-Wilhelms-Universität Bonn. Sein erstes Staatsexamen im April 1978 schloss er mit Prädikat ab. Anschließend absolvierte er bis 1982 seine Referendarzeit. 1981 legte Linkens beim Justizministerium des Landes Nordrhein-Westfalen das zweite Staatsexamen mit einer  Arbeit über das Thema „Reform der Gemeindeordnung des Landes Nordrhein-Westfalen - Zusammenlegung des Amtes des ehrenamtlichen Bürgermeisters und des Stadtdirektors in das Amt des hauptamtlichen Bürgermeisters, der von der Bürgerschaft in unmittelbarer Wahl gewählt wird“ ab. Ein Jahr später promovierte er an der Universität zu Köln.
Von 1981 bis 1985 war Linkens als Richter tätig, zunächst am Landgericht Aachen, später am Amtsgericht Geilenkirchen. Nebenberuflich betätigte er sich als Prüfer beim 2. juristischen Staatsexamen und übernahm einen Lehrauftrag für Verwaltungsrecht an der RWTH Aachen, wo er am 13. Juni 2002 zum Honorarprofessor ernannt wurde. Darüber hinaus übernahm Linkens das Amt des Geschäftsführers der Betreibergesellschaft des Technologiezentrums der Stadt Baesweiler, dem Internationalen Technologie- und Service-Center (its) und wurde Mitglied im Präsidium des nordrhein-westfälischen Städte- und Gemeindebundes.
Am 1. Mai 1985 wurde Linkens durch den Stadtrat für acht Jahre zum Stadtdirektor (Verwaltungschef) der Stadt Baesweiler gewählt und am 1. Mai 1993 wiedergewählt. 1999 trat er zur Wahl zum hauptamtlichen Bürgermeister der Stadt an und gewann diese. Bei den Kommunalwahlen in Nordrhein-Westfalen 2015 am 13. September 2015 wurde er mit 82,6 % der abgegebenen Stimmen in diesem Amt wiedergewählt.
Linkens ist seit 1978 mit Maria Linkens verheiratet und Vater von zwei Töchtern.